# La bata rosa
La bata rosa és una obra de 1916 del pintor valencià Joaquim Sorolla i Bastida pintada a l'oli sobre llenç amb unes dimensions de 208 × 126,50 cm. que es conserva en el Museu Sorolla de Madrid. L'obra també és coneguda com a "Sortint del bany" o "Després del bany".
Les bates roses eren freqüents a les platges valencianes de finals del segle xix principis del XX. Era costum que els fills d'obrers i pescadors es banyessin nus fins als quatre o cinc anys edat en la qual, encara que els nens seguien banyant-se nus fins a l'adolescència, les nenes ho feien vestint una bata rosa o blanca. Sorolla va pintar diversos llenços amb aquesta mateixa temàtica però potser és en aquest treball de 1916, una de les seves obres mestres, on l'artista aconsegueix la seva major maduresa afermant-se plenament com el "pintor de la llum".
La gran grandària del llenç (més de 2 metres d'alt per gairebé 1,30 d'ample) suggereix que Sorolla estava influenciat per l'encàrrec de la Hispanic Society de Nova York, en el qual portava treballant des de 1912 realitzant grans murals.
L'escena reflecteix una escena quotidiana dins d'una caseta prop de la riba de la platja. Una dona major ajuda a una altra més jove a llevar-se la seva bata de bany encara mullada. Les siluetes de les dones retallades a contraluz, els plecs de les seves robes que recorden els "draps mullats" de les escultures gregues i els cossos de rotundes formes en una posi que porta a la memòria les figures de les Tres Gràcies, confereixen al treball la dignitat d'una obra de la Grècia Clàssica.
La llum que tot ho inunda entra de l'exterior entre el cañizo, per les obertures del sostre, es filtra entre les teles, es reflecteix en les túniques blanques i il·lumina el rafal i a les dones en totes les seves modalitats. Contrallum, llum reflectida, directa, filtrada, natural, totes les variants de la llum són plasmades per Sorolla en aquest llenç a força de brochazos ràpids, precisos i fugaços que semblen voler retenir l'efímera lluminositat del moment.